# Wilfred Wooller
Wilfred Wooller, né le 20 novembre 1912 à Rhos-on-Sea (pays de Galles), décédé le 10 mars 1997, était un ancien joueur de rugby à XV, qui jouait avec l'équipe du Pays de Galles de 1933 à 1939, évoluant au poste de centre.

## Carrière

### En club
Il a joué avec le club de Cardiff et les Sale Sharks.

### En équipe nationale
Il a eu sa première cape internationale le 21 janvier 1933, à l’occasion d’un match contre l'équipe d'Angleterre. 
Il participe au Tournoi des Cinq Nations en 1933 et de 1935 à 1939.
Wilfred Wooler a été 4 fois capitaine du Pays de Galles.

## Palmarès
- 18 sélections
- Sélections par année : 3 en 1933, 4 en 1935, 3 en 1936, 3 en 1937, 2 en 1938, 3 en 1939
- Tournois des Cinq Nations disputés : 1933, 1935, 1936, 1937, 1938, 1939